# Mantispa coorgensis
Mantispa coorgensis is een insect uit de familie van de Mantispidae, die tot de orde netvleugeligen (Neuroptera) behoort. 
Mantispa coorgensis is voor het eerst wetenschappelijk beschreven door Ohl in 2004.